# Жаланаш (Тарбагатайський район)
Жалана́ш (каз. Жалаңаш) — село у складі Тарбагатайського району Східноказахстанської області Казахстану. Входить до складу Куйганського сільського округу.
Населення — 177 осіб (2021; 271 у 2009, 402 у 1999, 469 у 1989).
Національний склад станом на 1989 рік:
- казахи — 100 %

У радянські часи село називалось також Новий Жаланаш.